# 21 (Film)
21 ist ein US-amerikanisches Filmdrama aus dem Jahr 2008. Der Film basiert auf dem journalistischen Sachbuch Bringing Down the House von Ben Mezrich, wobei die Buchvorlage nur sehr lose in die Handlung des Films übernommen wurde. 21 feierte seine Weltpremiere am 7. März 2008 auf dem South by Southwest Film Festival. Das Buch basiert auf den Aktivitäten eines der verschiedenen MIT Blackjack Teams, welche zwischen Ende der siebziger und Mitte der neunziger Jahre die Casinos dieser Welt bereisten und mit Kartenzählen beim Black-Jack-Spiel große Gewinnsummen erspielten. Im Film versuchen die Kasinos dies auch unter Einsatz von Gewalt zu verhindern.

## Handlung
Ben Campbell ist ein überragender Student am Massachusetts Institute of Technology, der mit seinen Freunden an einem Forschungsprojekt für einen Technikwettbewerb arbeitet und davon träumt, ein Medizinstudium an der Harvard University aufzunehmen. Da er nicht die exorbitanten Studiengebühren bezahlen kann, bewirbt er sich um ein Stipendium. Der zuständige Juror sagt ihm, dass es eine Menge Studenten mit ähnlichen Lebensläufen gebe und er ihm eine Geschichte erzählen solle, die ihn vom Stuhl haue, damit er das Stipendium bekomme.
In einer Rückblende erzählt Campbell seine Geschichte: Er wird eines Tages von seinem Mathematikprofessor Micky Rosa in eine geheime Gruppe eingeladen. Rosa rekrutiert die talentiertesten Schüler der Fakultät. Unter seiner Führung erlernen sie die Berechnung des Kartenspiels Black Jack. Campbell lehnt zunächst ab. Rosa macht Ben aber schnell deutlich, wie mächtig er ist, etwa indem er ihm durch seinen Einfluss exzellente Abschlussnoten verschaffen kann, ohne dass Ben die dazu eigentlich notwendigen Arbeiten einreichen muss. Ben, der das Geld braucht, schließt sich daraufhin dem Team an. Die Gruppe fliegt jedes Wochenende nach Las Vegas und spielt dort unter falschen Identitäten in diversen Kasinos Karten. Durch Kartenzählen und eine spezielle Zeichensprache gewinnen sie so hohe Summen Geld. Es dauert nicht lang, bis Cole Williams, der für die Sicherheit in verschiedenen Kasinos verantwortlich und Spezialist auf dem Gebiet des strategischen Spielens ist, auf ihn und die Gruppe aufmerksam wird. Verführt vom Reichtum, dem bunten Leben in Las Vegas und der Möglichkeit, mit seiner intelligenten und hübschen Teamkameradin Jill Taylor eine Beziehung aufzubauen, erhöht Ben seine Einsätze immer weiter. Weil er sich nicht genügend um sein Forschungsprojekt kümmert, kommt es zum Streit mit seinen früheren besten Freunden, die sich vernachlässigt fühlen, ihm mangelndes Interesse vorwerfen und schließlich nicht mehr mit ihm zusammenarbeiten wollen. Fortan ist Ben frustriert, verlässt sich eines Abends am Spieltisch nicht auf sein rationales Denken und ignoriert die Zeichen seiner Mitstreiter, das Spiel zu beenden. Damit verliert er in einer Nacht zweihunderttausend Dollar, was zum Disput mit Professor Rosa führt, der das verspielte Geld von Ben zurückfordert. Ben weigert sich und wirft Rosa vor, kein Risiko bei der Sache zu übernehmen und trotzdem abzukassieren. Rosa verlässt daraufhin mit seinem Gepäck das Hotel, erklärt, alleine nach Boston zurückzufliegen, und lässt die vier Studenten in Las Vegas zurück. Die Gruppe beschließt nach einiger Diskussion, unter der neuen Leitung von Ben ohne ihren alten Anführer weiterzuspielen.
Professor Rosa ist jedoch weiterhin in Las Vegas, beobachtet die Truppe und verrät Ben anonym an Williams, der Ben daraufhin am Spieltisch abfängt und in einem separaten Raum zusammenschlägt. Nach der Rückkehr nach Boston bemerkt Ben, dass Rosa ihm sein gesamtes erspieltes Vermögen gestohlen hat, das er in seinem Studentenzimmer versteckt hatte, und zudem veranlasst hat, dass Ben in dem Kurs, für den er aufgrund des Versprechens von Rosa keine Abschlussarbeit eingereicht hat, durchgefallen ist. Bens Perspektiven scheinen sich zunehmend in Luft aufzulösen, da sowohl sein Abschluss am MIT als auch sein weiterer Werdegang an der Universität Harvard gefährdet sind. Er schlägt daher Micky Rosa einen letzten Coup vor. Gemeinsam wollen sie – verkleidet, denn eine spezielle Gesichtserkennungs-Software hat ihre Gesichter bereits gespeichert – noch einmal groß Kasse machen, bevor die zunehmende elektronische Überwachung der Kasinos ihren Aktivitäten endgültig einen Riegel vorschiebt.
An besagtem Abend werden sie von Williams beobachtet, der nun die Chance sieht, endgültig zuzuschlagen. Im letzten Moment können die Kartenzähler entkommen, nicht ohne sich dabei zu trennen. Rosa flüchtet mit der Beute in ein Auto, muss dort aber feststellen, Williams’ Leuten in die Hände gefallen zu sein, und auch die Beute wurde von Ben geschickt gegen Schokoladen-Chips ausgetauscht. Ben trifft auf Williams, und es wird klar, dass die beiden dieses Vorgehen abgesprochen hatten. Williams witterte von Beginn an Micky Rosa hinter der Aktion, der vor längerer Zeit schon einmal einem Kasino hohe Verluste beschert hat, für das Williams verantwortlich war, was damals zur Kündigung von Williams geführt hatte. Ben muss seinen erspielten Gewinn an Williams übergeben, der sich damit zur Ruhe setzen will. Williams unterstreicht seine Forderung, indem er Ben einen Revolver zeigt.
Zurück in Boston versöhnt sich Ben mit seinen Freunden und bekommt seinen MIT-Abschluss. Außerdem können seine Freunde ebenfalls gut mit Zahlen umgehen und haben das Kartenspiel analysiert. Zusammen bilden sie ein neues Team, das hohe Geldsummen erspielt. Für die Erteilung des Harvard-Stipendiums beeindruckt er am Ende des Films sichtlich den zuständigen Juror, indem er ihm seine aufregende Lebensgeschichte erzählt.

## Produktion
Der Titel des Films bezieht sich auf das französische Kartenspiel Vingt et un (französisch für „Einundzwanzig“), wovon das Spiel Black Jack abgeleitet ist.
Im Film werden zwei mathematische Strategien, vor allem aus den Bereichen der Wahrscheinlichkeit und Statistik, dargestellt, um in Glücksspielen die Chancen auf einen Gewinn zu erhöhen.
- Das Gameshow-Problem, auch Monty-Hall-Problem oder Ziegenproblem genannt: Diese Strategie bezieht sich auf Gameshows, in denen drei Türen zur Auswahl stehen, wobei sich hinter einer ein Gewinn und hinter den beiden anderen Nieten befinden. Die Fragestellung ist mathematisch gelöst und dient heutzutage oft als Einstieg in die Wahrscheinlichkeitstheorie.
- Das Kartenzählen: Die Methode ist in heutigen Spielen aufgrund von Gegenmaßnahmen der Kasinos zur Kartenausgabe kaum bzw. überhaupt nicht mehr einsetzbar.

Ursprünglich war Kevin Spacey lediglich als Produzent des Films vorgesehen, doch dann wurde die Rolle des Micky Rosa durch Peter Steinfeld für Spacey geschrieben, so dass er sowohl vor als auch hinter der Kamera bei der Produktion des Filmes beteiligt war. Das Kasino des MGM Grand Hotels war eines der Kasinos, das vom MIT Blackjack Team um Jeff Ma durch Kartenzählen um größere Geldbeträge gebracht wurde. Dennoch – oder gerade deswegen – übernahm MGM die Produktion des Films und die Betreiber des Kasinos willigten in die Dreharbeiten in ihrem Kasino ein, die bei laufendem Kasino-Betrieb durchgeführt wurden. Einer der beteiligten MIT-Studenten, Jeff Ma, erhielt einen Cameo-Auftritt als Blackjack-Dealer Jeffrey im Planet Hollywood Resort and Casino. In dieser Rolle wird er vom Hauptdarsteller Ben Campbell mit den Worten „Jeffrey, mein Bruder im Geiste“ als Anspielung auf die Herkunft von Bens Rolle begrüßt. Für die Innenaufnahmen, die am MIT spielten, wurden die Räumlichkeiten der Universität Boston genutzt, da keine Dreherlaubnis für die Räumlichkeiten des MIT vorlag.
Die Produktionskosten wurden auf 35 Millionen US-Dollar geschätzt. Der Film spielte in den Kinos weltweit rund 158 Millionen US-Dollar ein, davon 81 Millionen US-Dollar in den USA.

## Synchronisation
Die Synchronisation wurde bei FFS Film- & Fernseh-Synchron in Berlin produziert. Das Dialogbuch schrieben Klaus Bickert und Stephan Klapdor, Dialogregie führte Axel Malzacher.
| Rolle                  | Schauspieler       | Sprecher           |
| ---------------------- | ------------------ | ------------------ |
| Ben Campbell           | Jim Sturgess       | Markus Pfeiffer    |
| Micky Rosa             | Kevin Spacey       | Till Hagen         |
| Jill Taylor            | Kate Bosworth      | Dascha Lehmann     |
| Cole Williams          | Laurence Fishburne | Tom Vogt           |
| Cam                    | Sam Golzari        | Tobias Nath        |
| Choi                   | Aaron Yoo          | Till Endemann      |
| Ellen Campbell         | Helen Carey        | Eva Kryll          |
| Fisher                 | Jacob Pitts        | Julien Haggége     |
| Kianna                 | Liza Lapira        | Anna Carlsson      |
| Miles Connoly          | Josh Gad           | Gerrit Schmidt-Foß |
| Professor Bob Phillips | Jack Gilpin        | Wolfgang Condrus   |
| Stemple                | Spencer Garrett    | Lutz Riedel        |
| Terry                  | Jack McGee         | Hartmut Neugebauer |

## Kritik
„Trotz guter Besetzung und spannender Story verliert die Geschichte“ laut Alina Bacher von Filmstarts „gegen Ende hin leider ein wenig die Fahrt, was den Popcorn-Spaß aber nicht sonderlich trübt. Wer knappe zwei Stunden gute und packende Unterhaltung möchte, ist mit ‚21‘ genau richtig beraten.“ Margret Köhler von kino.de lobte die Darsteller, denn der „prickelnd-spannende Trip in die Glitzerwelt lebt von Jim Sturgess als schüchternem Überflieger und Oscar-Preisträger Kevin Spacey als durchtriebenem Strippenzieher“.

## Roman zum Film
- 21 von Ben Mezrich, April 2008, Heyne Verlag, ISBN 3-453-40583-8

## Soundtrack
1. The Rolling Stones: „You Can’t Always Get What You Want“ (Remixed by Soulwax) – 6:07
2. MGMT: „Time To Pretend“ (Super Clean Version) – 4:20
3. LCD Soundsystem: „Big Ideas“ – 5:41
4. D. Sardy featuring Liela Moss: „Giant“ – 3:42
5. Amon Tobin: „Always“ – 3:38
6. Peter Bjorn and John: „Young Folks“ – 4:37
7. Junkie XL featuring Electrocute: „Mad Pursuit“ – 4:16
8. Get Shakes: „Sister Self Doubt“ – 4:22
9. Aliens: „I Am The Unknown“ – 5:27
10. Rihanna: „Shut Up And Drive“ – 3:34
11. Knivez Out: „Alright“ – 3:31
12. Domino Jordan Galland: „Tropical Moonlight“ – 3:28
13. Unkle: „Hold My Hand“ – 4:58
14. Mark Ronson featuring Kasabian: „L.S.F. (Lost Souls Forever)“ – 3:32
15. Broadcast: „Tender Buttons“ – 2:51
16. The Octopus Project: „Music Is Happiness“ – 3:40